# هیمارکت، لندن

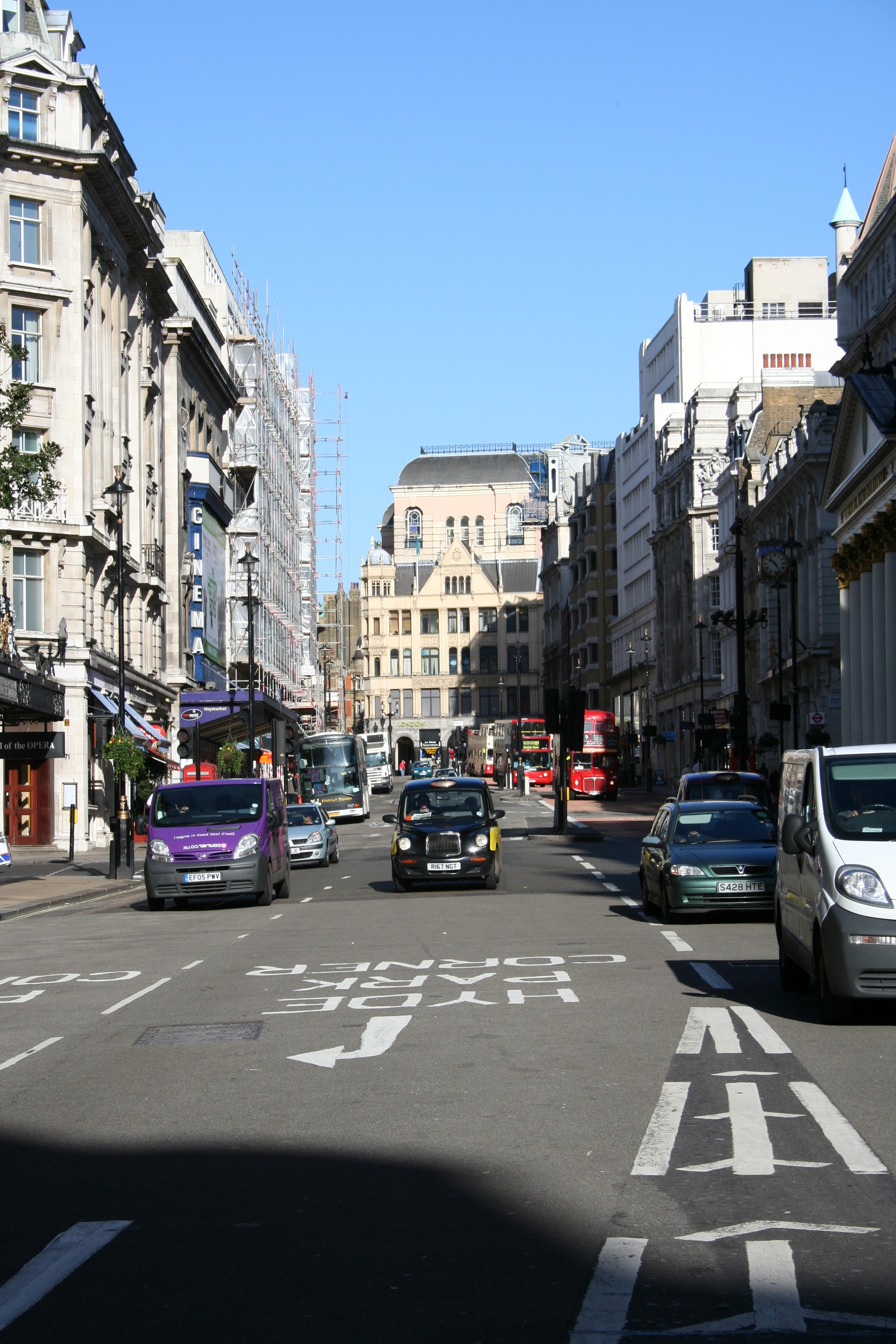
هیمارکت، ۲۰۰۶

هیمارکت (انگلیسی: Haymarket) یک خیابان در ناحیه سنت جیمزس، در شهر وست‌مینستر، لندن است.
تئاتر هیمارکت، تئاتر هر مجستی و کمیسیون عالی نیوزیلند، لندن در این خیابان قرار دارند.